# الحبابية (محافظة الحناكية)
الحبابية قرية من قرى محافظة الحناكية في منطقة المدينة المنورة في السعودية، تقع شرق المدينة المنورة